# Santilly (Eure i Loir)
Santilly és un municipi francès, situat al departament de l'Eure i Loir i a la regió de Centre – Vall del Loira. L'any 2007 tenia 361 habitants.

## Demografia

### Població
El 2007 la població de fet de Santilly era de 361 persones. Hi havia 139 famílies, de les quals 37 eren unipersonals (25 homes vivint sols i 12 dones vivint soles), 37 parelles sense fills, 53 parelles amb fills i 12 famílies monoparentals amb fills.
La població ha evolucionat segons el següent gràfic:
Habitants censats

### Habitatges
El 2007 hi havia 163 habitatges, 140 eren l'habitatge principal de la família, 10 eren segones residències i 12 estaven desocupats. 158 eren cases i 5 eren apartaments. Dels 140 habitatges principals, 118 estaven ocupats pels seus propietaris, 18 estaven llogats i ocupats pels llogaters i 4 estaven cedits a títol gratuït; 1 tenia una cambra, 4 en tenien dues, 16 en tenien tres, 36 en tenien quatre i 83 en tenien cinc o més. 129 habitatges disposaven pel capbaix d'una plaça de pàrquing. A 60 habitatges hi havia un automòbil i a 68 n'hi havia dos o més.

### Piràmide de població
La piràmide de població per edats i sexe el 2009 era:
| Homes | Edats   | Dones |
| ----- | ------- | ----- |
| 0     | 95 o +  | 0     |
| 0     | 90 a 94 | 4     |
| 4     | 85 a 89 | 8     |
| 0     | 80 a 84 | 0     |
| 12    | 75 a 79 | 4     |
| 0     | 70 a 74 | 8     |
| 8     | 65 a 69 | 16    |
| 8     | 60 a 64 | 0     |
| 12    | 55 a 59 | 4     |
| 16    | 50 a 54 | 8     |
| 16    | 45 a 49 | 12    |
| 12    | 40 a 44 | 12    |
| 8     | 35 a 39 | 16    |
| 20    | 30 a 34 | 8     |
| 0     | 25 a 29 | 16    |
| 4     | 20 a 24 | 0     |
| 16    | 15 a 19 | 4     |
| 12    | 10 a 14 | 12    |
| 16    | 5 a 9   | 4     |
| 8     | 0 a 4   | 16    |

## Economia
El 2007 la població en edat de treballar era de 227 persones, 184 eren actives i 43 eren inactives. De les 184 persones actives 162 estaven ocupades (90 homes i 72 dones) i 22 estaven aturades (6 homes i 16 dones). De les 43 persones inactives 12 estaven jubilades, 19 estaven estudiant i 12 estaven classificades com a «altres inactius».

### Ingressos
El 2009 a Santilly hi havia 137 unitats fiscals que integraven 350 persones, la mediana anual d'ingressos fiscals per persona era de 20.415 €.

### Activitats econòmiques
Dels 13 establiments que hi havia el 2007, 1 era d'una empresa extractiva, 1 d'una empresa de fabricació d'altres productes industrials, 1 d'una empresa de construcció, 2 d'empreses de comerç i reparació d'automòbils, 2 d'empreses de transport, 4 d'empreses d'hostatgeria i restauració, 1 d'una empresa de serveis i 1 d'una empresa classificada com a «altres activitats de serveis».
Dels 4 establiments de servei als particulars que hi havia el 2009, 1 era una fusteria i 3 restaurants.
L'únic establiment comercial que hi havia el 2009 era una botiga d'equipament de la llar.
L'any 2000 a Santilly hi havia 15 explotacions agrícoles que ocupaven un total de 1.332 hectàrees.

## Poblacions més properes
El següent diagrama mostra les poblacions més properes.